# Naturdenkmal Eine Mann Eiche

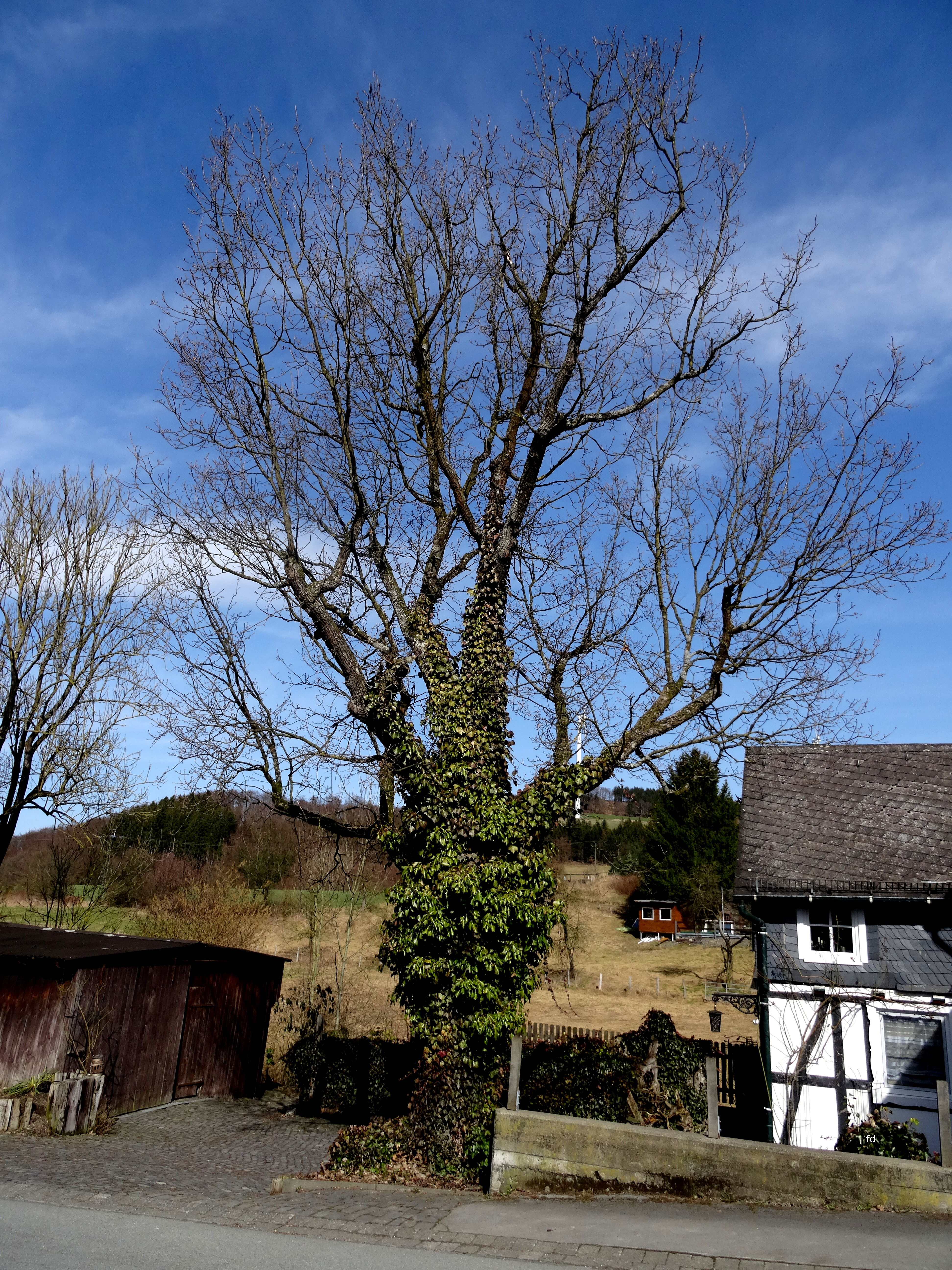
Naturdenkmal Eine Mann Eiche im März 2017

Das Naturdenkmal Eine Mann Eiche mit einem Stammdurchmesser von 1,0 m steht gegenüber der Kapelle in Blüggelscheidt im Stadtgebiet von Meschede. Der Baum wurde 2008 mit dem Landschaftsplan Meschede durch den Hochsauerlandkreis als Naturdenkmal (ND) ausgewiesen.